# Debbie Bont
Debbie Bont (født 9. december 1990 i Volendam) er en hollandsk håndboldspiller, der spiller for Metz Handball. Hun har tidligere optrådt for VOC Amsterdam, FCM Håndbold, HC Leipzig, Sercodak Dalfsen og København Håndbold.
Hun fik debut på det hollandske A-landshold i 2009.
Hun var med til at vinde VM-guld for Holland, ved VM i kvindehåndbold 2019 i Japan, efter finalesejr over Spanien, med cifrene 30-29.